# Kościół św. Atanazego w Rzymie (Via del Babuino)
Kościół św. Atanazego w Rzymie (wł. Chiesa di Sant'Atanasio) – greckokatolicki kościół tytularny w Rzymie.
Świątynia ta jest kościołem rektoralnym parafii San Giacomo in Augusta, kościołem narodowym Grecji oraz kościołem tytularnym.

## Lokalizacja
Kościół znajduje się w IV Rione Rzymu – Campo Marzio przy Via del Babuino 149.

## Patron
Patronem świątyni jest św. Atanazy – biskup Aleksandrii, Ojciec i Doktor Kościoła żyjący w III/IV wieku.

## Historia
W 1577 roku papież Grzegorz XIII ufundował kościół i kolegium, mające w pierwotnym zamierzeniu założyciela służyć bizantyjskim chrześcijanom, którzy w tym czasie znajdowali się pod panowaniem osmańskim. Kościół został zaprojektowany przez Giacomo della Porta. Kardynał Giulio Antonio Santori położył pierwszy kamień 23 listopada 1580 roku, natomiast budowę ukończono na początku 1583 roku. Kościół został poświęcony 2 maja 1583 roku.
Świątynię zbudowano zgodnie z liturgicznymi potrzebami obrządku wschodniego, została ona wyposażona w ikonostas. Tym niemniej zewnętrzna część budynku była zgodna ze współczesną modą architektoniczną rzymskich kościołów, we wnętrzu były cztery boczne kaplice (co było typowe dla obrządku łacińskiego, a nie wschodniego). Wystrój wnętrz trwał co najmniej do 1591 roku. 
Po zajęciu Rzymu przez wojska napoleońskie, kościół został splądrowany w 1798 roku, a jego barwne szklane okna zostały rozbite. 
W latach 1872–1876, na polecenie papieża Piusa IX, Andrea Busiri Vici nadzorował restaurację wnętrza kościoła. Renowacja została przeprowadzona w sposób, który lepiej przystosował świątynię dla obrządku bizantyjskiego, usunięto wówczas przedmioty związane z obrządkiem łacińskim, takie jak ołtarze boczne. Oryginalny drewniany ikonostas zastąpiono ceglanym z nowymi ikonami. W 1885 roku dawna ceglana podłoga została zastąpiona marmurową.
Z powodu długotrwałych problemów strukturalnych kościół został prawie całkowicie rozebrany i odbudowany w 1907 roku. Restaurację zakończono w 1930 roku. Kolejna restauracja miała miejsce w 1971 roku, a fasada została odrestaurowana w 1990 roku.

## Architektura i sztuka
Plan kościoła opiera się na prostokącie z wpisanym krzyżem łacińskim i z trzema zewnętrznymi apsydami.
Fasada
Fasada o wczesnobarokowych cechach być może została zaprojektowana przez Martino Longhi (starszego). Ma ona dwie kondygnacje i trzy strefy pionowe, z których centralna jest przednim końcem nawy, a dwie boczne strefy są cofnięte i tworzą dzwonnice. Niewykluczone, że cegły fasady po zbudowaniu kościoła, zostały pokryte sztukaterią. Ceglane pilastry doryckie wspierają belkowanie z dedykacją: Gregorius XIII Pont[ifex] Max[imus] a fundamentis extruxit, pontificatus sui anno X („Grzegorz XIII, papież, zbudował od fundamentów w dziesiątym roku pontyfikatu”). Pomiędzy pilastrami przy drzwiach znajduje się para pustych nisz, pod którymi umieszczono dwie kamienne tabliczki z napisami, po lewej stronie w języku włoskim – Sant'Atanasio, chiesa cattolica in rito greco, po prawej w języku greckim – IEPOC BYZANTINOC NAOC AΓIOY AΘANACIOY.
Druga kondygnacja ma odpowiadające pilastry jońskie podtrzymujące fronton zawierający mały oculus.
Dwie identyczne dzwonnice są częścią projektu fasady, mimo że są nieco cofnięte. Mają one po trzy kondygnacje, z których dwie dolne pasują do centralnej części fasady, trzecia kondygnacja to otwarty kiosk z dużym łukiem po każdej stronie, podwójnymi korynckimi pilastrami w rogach i niewielkim naczółkiem z każdej strony, powyżej umieszczono mały ośmioboczny bęben zwieńczony hełmem. Na drugiej kondygnacji lewej dzwonnicy znajduje się zegar, przy czym nie jest on zwrócony w stronę ulicy, ale kolegium, ma on tylko jedną wskazówkę, która jest w kształcie smoka.
Wnętrze świątyni
Wnętrze kościoła ma nawę zakończoną skrzyżowaniem z transeptem, po lewej i prawej stronie nawy znajdują się dwie duże prostokątne przestrzenie, które dawniej były kaplicami bocznymi. Ramiona transeptu kończą się apsydami, które były również używane jako kaplice przed XIX-wieczną restauracją. W dawnych kaplicach zachowały się freski ołtarzowe. Prezbiterium osłonięte jest ikonostasem i kończy się płytką apsydą.

## Kardynałowie prezbiterzy
Kościół św. Atanazego jest jednym z kościołów tytularnych nadawanych kardynałom-prezbiterom (Titulus Sant’Atanasio). Tytuł ten został ustanowiony przez Jana XXIII 22 lutego 1962 roku
- Gabriel Acacius Coussa (1962)
- Josyf Slipyj (1965-1984)
- vacat (1984-2012)
- Lucian Mureșan (2012-nadal)